# Acianthera adamantinensis
Acianthera adamantinensis  es una especie de orquídea. Es originaria de Brasil donde se encuentra en el Cerrado en los estados de Minas Gerais, Sao Paulo y Paraná.

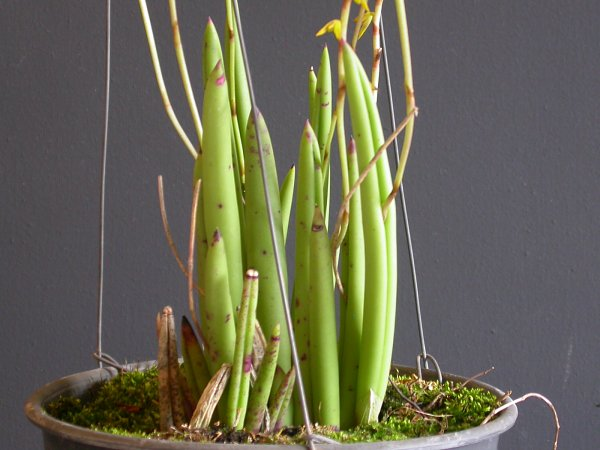
Vista de la planta

## Taxonomía
Acianthera adamantinensis fue descrita por (Brade) F.Barros y publicado en Bradea, Boletim do Herbarium Bradeanum 8: 294. 2002.
Etimología
Ver: Acianthera
adamantinensis: epíteto que alude a su localización en Adamantina.
Sinonimia
- Pleurothallis adamantinensis Brade (1939) (Basionym)[4][5]